# Oxyrhopus occipitalis
Oxyrhopus occipitalis é uma cobra neotropical da família Dipsadidae. Vive no Brasil, Guiana, Suriname, Guiana Francesa e Venezuela. É muitas vezes confundido com Oxyrhopus formosus, uma espécie brasileira. Oxyrhopus occipitalis é mais fino, o focinho é amarelo e o topo da cabeça é marrom, já O. formosus é mais robusto e a cabeça é totalmente amarela.